# Frullania parhamii
Frullania parhamii là một loài Rêu trong họ Jubulaceae. Loài này được (R.M. Schust.) R.M. Schust. ex von Konrat, L. Söderstr. & Hagborg mô tả khoa học đầu tiên năm 2011.